# Halina Szmolcówna
Halina Schmolz (także Halina Szmolc-Fitelberg; ur. 25 grudnia 1892 w Warszawie, zm. 28 września 1939 tamże) – polska balerina i aktorka.

## Kariera
Zaczęła występy jako uczennica warszawskiej szkoły baletowej, m.in. 11 października 1903 w solowym tańcu w balecie Katarzyna córka bandyty; w 1909 przyjęta do zespołu baletu Warszawskich Teatrów Rządowych. W maju i czerwcu 1910 wystąpiła na scenie w Londynie wraz z Anną Pawłową i Michaiłem Mordkinem. W latach 1911–1912 występowała w Nowym Jorku i Filadelfii z Aleksandrem Wiolininem. W 1913 z Rosyjskim Baletem Carskim odbyła tournée po Australii i Nowej Zelandii wraz z Vlastą Novotną i Adeline Genée. W 1919 wróciła do Warszawy na stałe. Od sierpnia 1919 występowała w Qui Pro Quo, a od listopada jako primabalerina w Teatrze Wielkim, gdzie pracowała do 1934.
W 1914 wystąpiła w polskim filmie muzycznym Śpiew łabędzi.
Prowadziła szkołę tańca w swoim domu, jak również uczyła w Szkole Tańca Scenicznego Tacjanny Wysockiej.
Była członkiem zasłużonym Związku Artystów Scen Polskich i przewodniczącą Towarzystwa Miłośników Sztuki Tanecznej.

## Życie osobiste

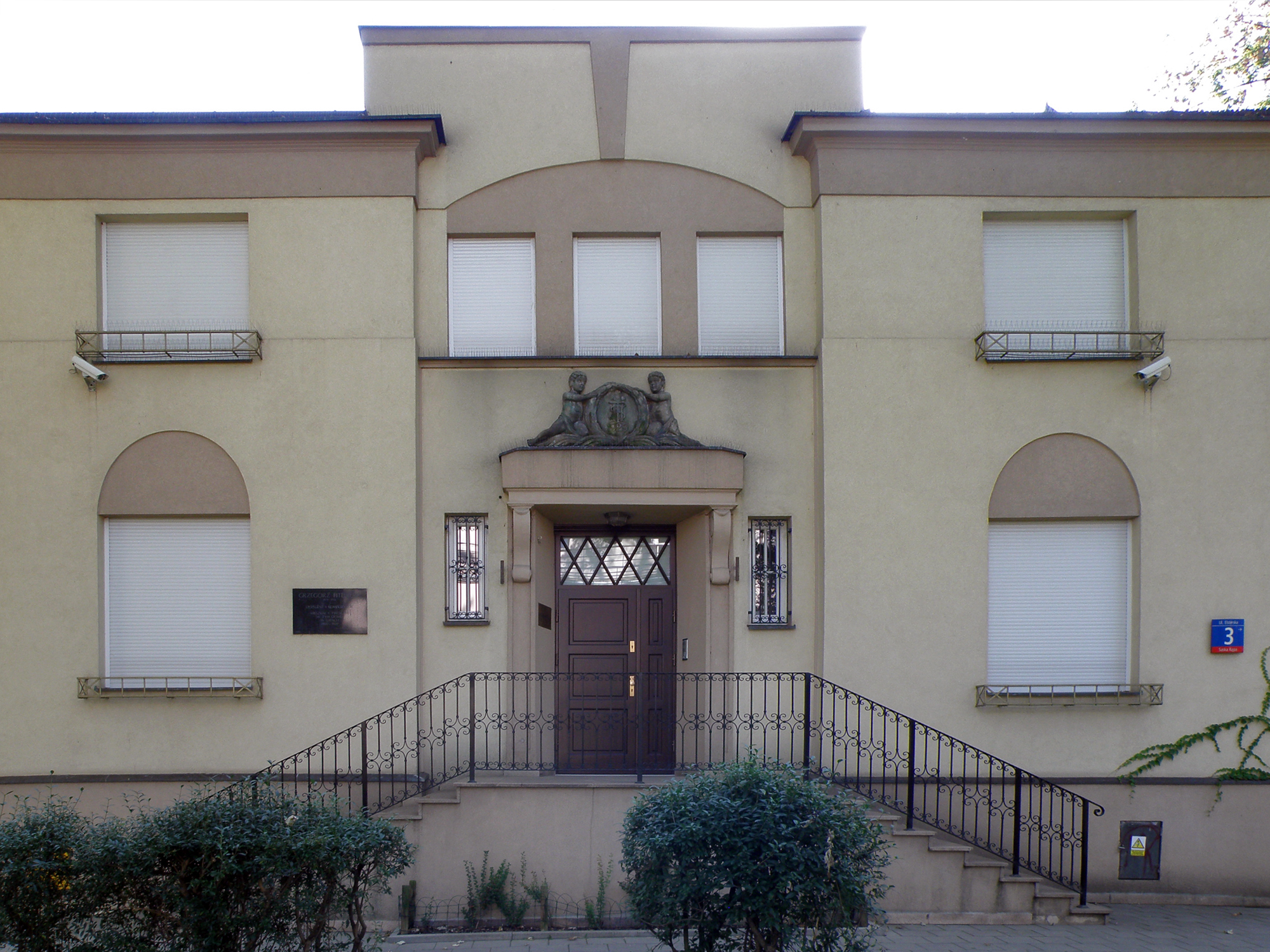
Dom artystki w Warszawie, Elsterska 3

Urodziła się w Warszawie jako córka Ignatzego Schmolza i jego żony Barbary z Rutkowskich. Od 1928 była drugą żoną kompozytora i dyrygenta Grzegorza Fitelberga, z którym mieszkała w domu przy ulicy Elsterskiej 3 w Warszawie. 7 września 1939 została ranna w trakcie bombardowania mostu Poniatowskiego. Zmarła w wyniku odniesionych obrażeń.

## Ordery i odznaczenia
- Złoty Krzyż Zasługi (22 lutego 1933)[6]